# Championnats de Belgique d'athlétisme 1961
En 1961 les Championnats de Belgique d'athlétisme toutes catégories hommes et femmes se sont déroulés les 29 et 30 juillet au stade du Heysel à Bruxelles.

## Résultats
| Hommes                 | Prestation    | Catégorie         | Femmes                | Prestation   |
| ---------------------- | ------------- | ----------------- | --------------------- | ------------ |
| Frank Roos             | 10 s 8        | 100 m             | Therese Schueremans   | 12 s 9       |
| Romain Poté            | 21 s 4        | 200 m             | Jeannine Knaepen      | 26 s 5       |
| Louis De Clerck        | 48 s 1        | 400 m             | Marie-Louise Wirix    | 61 s 0       |
| Roger Moens            | 1.49,5        | 800 m             | Marie-Louise Wirix    | 2 min 25 s 5 |
| Jos Lambrechts         | 3 min 47 s 9  | 1 500 m           | -                     | -            |
| Eugène Allonsius       | 14 min 17 s 8 | 5 000 m           | -                     | -            |
| Aureel Vandendriessche | 30 min 16 s 0 | 10 000 m          | -                     | -            |
| -                      | -             | 80 m haies        | Gerarda Lambrechts    | 12 s 4       |
| Leo Marien             | 14 s 4        | 110 m haies       | -                     | -            |
|                        |               | 200 m haies       | -                     | -            |
| Marcel Lambrechts      | 52 s 9        | 400 m haies       | -                     | -            |
| Gaston Roelants        | 8 min 58 s 2  | 3 000 m steeple   | -                     | -            |
| Charles Timmermans     | 1,98 m        | Saut en hauteur   | Jeannine Knaepen      | 1,47 m       |
| Raymond Van Dijck      | 4,30 m        | Saut à la perche  | -                     | -            |
| Georges Salmon         | 7,12 m        | Saut en longueur  | Dorette Van de Broek  | 5,41 m       |
| Jacques Septon         | 14,15 m       | Triple saut       | -                     | -            |
| Edouard Szostak        | 14,87 m       | Lancer du poids   | Simone Saenen         | 13,07 m      |
| Edouard Szostak        | 45,97 m       | Lancer du disque  | Simone Saenen         | 45,56 m      |
| Charles De Backere     | 63,21 m       | Lancer du javelot | Ghislaine D’Hollander | 38,27 m      |
| Henri Haest            | 50,41 m       | Lancer du marteau | -                     | -            |

## Sources
- Ligue Belge Francophone d'Athlétisme